# 勒塞尔克伊
勒塞尔克伊（法語：Le Cercueil，法語發音：[lə sɛʁkœj] ⓘ）是法国奥恩省的一个市镇，属于阿朗松区。

## 地理
勒塞尔克伊（48°35'49"N, 0°1'23"E）面积13.23 平方千米，位于法国诺曼底大区奧恩省，该省份为法国西北部内陆省份，北起顺时针与卡爾瓦多斯省、厄尔省、厄尔-卢瓦省、萨尔特省、马耶讷省和芒什省接壤。
与勒塞尔克伊接壤的市镇（或旧市镇、城区）包括：蒙梅雷、唐维尔、拉贝利耶尔、拉朗德德古、莫尔特雷。

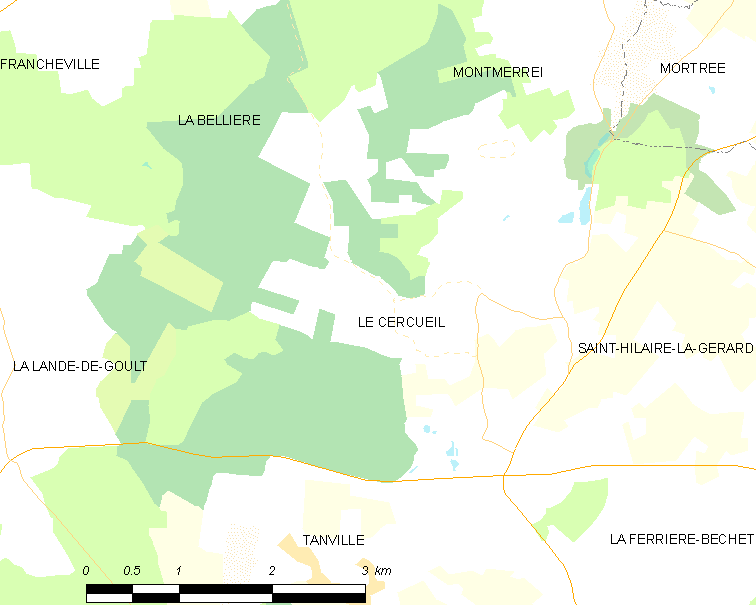
勒塞尔克伊的OSM定位图

勒塞尔克伊的时区为UTC+01:00、UTC+02:00（夏令时）。

## 行政
勒塞尔克伊的邮政编码为61500，INSEE市镇编码为61076。

## 政治
勒塞尔克伊所属的省级选区为塞镇县。

## 人口

1962-2008年间勒塞尔克伊人口变化图示

勒塞尔克伊于2022年1月1日时的人口数量为145人。